# 懷玉山之戰
懷玉山之戰是发生在第一次国共内战期间的一次战役。1934年11月，由中国共产党领导下的中国工农红军第十军团组成北上抗日先遣队，在方志敏指挥下进军皖浙边等国民政府核心地区，以掩护中央红军长征行动。在国民政府和国民革命军优势兵力围攻下，1935年1月，红军被围困在江西省懷玉山地区，最终戰敗覆滅。

## 背景
1933年10月，中華民國國民政府動員近100萬國民革命軍圍剿各中國共產黨控制的農村根據地，並以50萬優勢兵力重點進攻中央蘇區（中華蘇維埃共和國主要控制地區）。1933年9月，国民革命军攻占黎川，第五次围剿正式开始。经过广昌之战，红军损失惨重。1934年5月，博古在瑞金召开中共中央书记处会议，讨论后续战略方针，并确定将主力撤离中央苏区，李德开始制定计划。
6月16日，共产国际执委会书记处电示埃韦特和中共中央，表示“完全赞成你们面前根据形势的正确评价而实行的计划”，明确指出“现在就用自己的一部分部队经福建向东北方向发起战役，以期最后这些部队成为将来闽浙赣边区和第10军的核心力量。这次战役，威胁蒋介石的主要基地和交通线，对保存中央苏区和便于其余部队向湖南方向撤离（如果我们不得不这样做的话），都具有很大意义”。6月17日，共产国际执委会再次致电中共中央，“建议发动福建战役，将其作为预防和吸引开敌人，进而保存苏区或从那里撤离（如果不可避免这样做的话）的措施”。7月15日，中華蘇維埃共和國中央政府发布《中國工農紅軍北上抗日宣言》，派遣红七军团作为北上抗日先遣队。8月，红六军团奉命从湘赣苏区西征，以作为中央红军的探路先锋。
红七军团军团长寻淮洲、政委乐少华、参谋长粟裕、政治部主任刘英、中央代表曾洪易，领导权由曾洪易、乐少华两人掌握:87。7月6日，红七军团从瑞金出发东征，其时全军团共编有3个师6,000余人，共有长短枪1,200余支，轻重机枪数十挺，迫击炮6门:87。红七军团经福建长汀、大田、尤溪、谷口、水口，直逼福州近郊。8月1日，正式打出“北上抗日先遣队”的名号，对外以司令员罗炳辉、政委方志敏、政治部主任刘英的名义行动:57。8月7日晚，根据中革军委的命令，红七军团对福州发起进攻，猛攻一昼夜没能成功，撤出战斗。红七军团对福州的进攻，不仅没有达成预定目标，反而暴露了红军的实力。随后，红七军团北上闽东，攻下罗源县城，进入闽东游击区，然后进入闽北。红七军团连经穆阳、庆元、竹口等战，歼灭了部分国民政府保安部队:90-91。此时，中革军委来电，要求七军团继续北上，而且速度不能太快，每天限定二、三十里，以减轻中央红军的突围压力。之后，红七军团转战皖南，11月初，红七军团通过两道封锁线，转入方志敏领导的闽浙赣苏区与红十军会合:22。
11月4日，中革军委命令两军合编为红十军团，仍称中国工农红军北上抗日先遣队，刘畴西任军团长，乐少华任政治委员，军团行动接受中央军区项英指挥:60。原红七军团编为第十九师，寻淮洲任师长，聂洪钧任政治委员；红十军编为第二十师，刘畴西、乐少华兼任师长和政委。后又新建第二十一师，胡天桃任师长。方志敏任闽浙赣军区司令员，曾洪易任省委书记兼军区政治委员，粟裕任军区参谋长:98。

## 经过

### 北上皖浙边

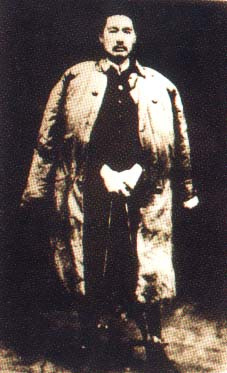
红十军团军政委员会主席方志敏。

红十军团成立后，集结在闽浙赣苏区周围的国民革命军部队已经有20余万。红十军团决心以运动战的方式向外线出击，以自身的行动吸引和牵制围攻中央苏区的国民革命军，配合中央红军的战略转移，并在皖浙边界创造新苏区:165-166。11月18日，第十九师在寻淮洲率领下，从怀玉山和德兴东北通过封锁线，率先向浙皖赣边进发。浙江保安纵队副指挥蒋志英率两个团尾追，受到红军反击，蒋志英负伤败退常山:220-221。接着，十九师经上方镇，渡新安江，向分水县前进，并迫近昌化、於潜和临安，震动了杭州。随后又转向皖南行动，经歙县、绩溪附近，攻克旌德县城，再由泾县、宣城之间北上，威胁芜湖:98:163。一路征战，“共缴枪二千多支”，“断绝了杭徽路和芜屯路”。
11月18日，就在十九师出发的当天，项英命令“十军团坚决全部立即从玉、常间挺出铁道以北”，“坚决的争取运动战中消灭敌人，以创造皖浙边苏区”:202。同时决定，由方志敏、刘畴西、乐少华、聂洪钧、刘英组成红十军团军政委员会，方志敏任军政委员会主席:99。同时任命粟裕为军团参谋长，刘英为军团政治部主任:99。经过六天仓促准备，11月24日，刘畴西、方志敏率红十军团军团部和红二十师从德兴重溪出发，向皖南进军。红军部队冲破德兴封锁线，经开化、婺源、休宁，于12月10日抵达黄山山麓的汤口，与先期出发的红十九师会合:99。12月11日，蒋介石下令浙江省保安处长俞济时为“追剿队”指挥官，指挥浙江保安纵队、补充第一旅、第四十九师、第七师二十一旅，专事追剿红十军团。还电令赣浙闽皖边区警备司令赵观涛、安徽省政府主席兼保安司令刘镇华和江西地方当局负责皖南、浙西、赣东各个地域对红军先遣队的围追堵截。所调集的部队计有第五师、第六师、第十二师、第二十一师、第五十三师、第五十五师、第五十七师、第六十五师、第七十八师、第八十八师、独立四十三旅和驻在婺源的总预备军、驻在景德镇的别动队以及皖浙两省部分保安团。此外，围剿闽北苏区的第五十六师、新编第十一师、独立四十五旅也配合行动。连同“追剿队”在内，蒋介石先后调集约二十万兵力，来迎战方志敏率领的红军北上抗日先遣队:329。
12月14日，红十军团在黄山东侧的谭家桥伏击王耀武任旅长的国民革命军补充第一旅。国民革命军部队进入伏击圈时，红军部队抢先开火，伏击战变成了阵地战。因刘畴西安排失误，王耀武集中兵力对付红十军团中战斗力较弱的第二十、二十一师，阵地被冲破，乌泥关制高点被夺取。红十九师师长寻淮洲亲自带队冲锋，夺回乌泥关制高点，但在激战中身负重伤:100。双方激战到天黑，各有近300人的死伤，方志敏被迫下令撤出战斗。红七军团政委乐少华、政治部主任刘英等8名师以上干部负伤:206-207，补充第一旅第二团团长周志道、副团长等亦负伤:330。寻淮洲第二天在向茂林镇的转移中因伤重身亡:171。
谭家桥之战后，局势急转直下:331，红十军团被迫南下向闽浙赣根据地转移:101，经旌德、泾县、青阳、太平直向皖南而去。12月20日，进入皖南苏区的柯村地区:165。此时，皖南苏区已经被严重摧残不能立足，因此红十军团决定返回闽浙赣苏区:232。部队一路在休宁、祁门、屯溪、歙县、绩溪、婺源、开化等地都与国民革命军发生了遭遇战。因为刘畴西无心恋战，不肯决心争取胜利，各战都无所获，红十军团士气大为降低:224:172。项英得知相关情况后，致电红十军团向浙南挺进。

### 突围与覆灭

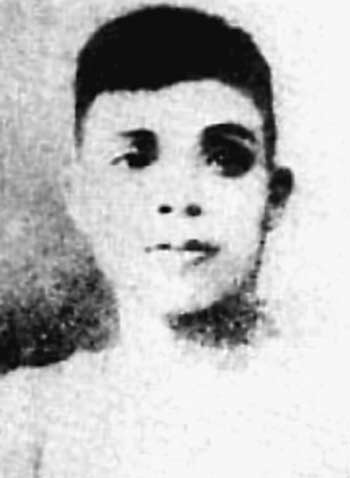
红十军团军团长刘畴西。

1935年1月9日，红十军团指挥部在浙江遂安县茶山召开会议，会上提出了两种战略方针，一是乐少华、刘英、粟裕等人提出，要分兵游击，粟裕、刘英带十九师到浙西南活动，方志敏带二十一师回赣东北坚持，刘畴西、乐少华带二十师留皖南作战；二是刘畴西提出的，继续大部队作战，转回闽浙赣苏区休整:207。方志敏决定，采用后一种方针。第二天，红十军团全军转回赣东北:173。
1月15日中午，红十军团前锋部队与国民革命军四十九师遭遇，红军部队被切割成三块:336。前锋部队负责掩护方志敏、粟裕率领的军团机关和伤病员，无法恋战，只好夺路冲出。国民革命军趁势出击，将后边的主力部队切断:337。刘畴西见前面受阻，便率大队改道向南:1674。翌日，方志敏、粟裕、刘英率十九师冲到了化婺德附近的陈家湾村，等了很长时间，仍不见刘畴西率大队到来。刘畴西以部队疲劳为由，命令红十军团原地宿营:166。方志敏因顾虑刘畴西迟疑，又返回包围圈内接应大部队:102。随后，粟裕带队连夜疾行，抢先一步冲破独立第四十三旅陇首封锁线，进入赣东北苏区:226。
刘畴西此刻边打边撤，转移到化婺德东北部、怀玉山附近的杨林。因为国军的拦阻，又接连改变了几次突围方向，延误了几天时间。此时刘畴西仍没有拿出果断决策突围，而是放任部队缓慢行军，致使队伍拉了十几里长:174。1月16日晚，利用红军休息的时机，国民革命军第四十九师、五十七师、补充一旅、独立四十三旅等共14个团部队分路抵达，完成了对红十军团的包围。1月17日，红二十一师在黄龙山、刺窝一带溃散:338。1月18日，方志敏、刘畴西率领部队向金竹坑碉堡发起冲击，试图突破包围。刘畴西在冲锋中，唯一完好的右臂中枪，被警卫员扶着撤下来。后面的部队见此情形，也跟着撤退:175-176。
此次突围失败后，国民革命军的包围圈迅速缩小，并组成多路“插剿”队纵横穿插于包围圈中，将红十军团主力分割成数段。1月22日晚，方志敏利用火光，将散开的红军部队收拢，重组为一个团，由乔信明指挥，继续寻机突围:338。红军不断被打散分割，“陆续缴械，已不成军”，方志敏、刘畴西等人最终失散。1月25日，在怀玉山主峰之一的金刚峰一战结束后，红十军团有组织的抵抗基本停止:339。王如痴、胡天桃、曹仰山先后被国民革命军搜出，彭干臣等人阵亡:176。1月23日，在还未发现方志敏、刘畴西等的情况下，俞济时竟电称“方志敏匪完全解决”。1月28日，冻饿交加的刘畴西昏倒在程家湾附近，也被搜出。1月29日清晨，因警卫员魏长发告密，方志敏在德兴与玉山交界的垅首村被搜出:162。至此，红十军团主力最终失败:176。

## 战果及后续影响

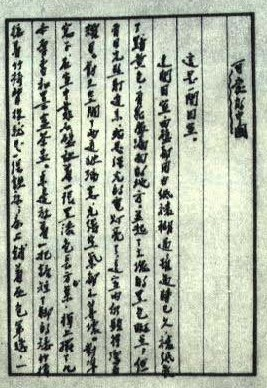
方志敏《可爱的中国》手稿。方志敏死前，在狱中写下《我从事革命斗争的略述》、《可爱的中国》、《清贫》等文。

此次怀玉山之战，红十军团由于深入国民政府的腹心要地，被国民革命军优势兵力围攻，遭彻底击溃。国民政府先后在上饒、弋陽、南昌策劃了三次“慶祝生擒方志敏大會”示眾。基于让各地红军“阅政府宽大之风，而作死处逢生之想”的考虑，方志敏等人并未遇难。此后国民政府派顾祝同等劝降，被方志敏拒绝。刘畴西、王如痴、曹仰山等主要负责人先后被处决。8月6日，方志敏也在南昌下沙窝被秘密枪决。
闽浙赣苏区于此役后瓦解。粟裕率部突围后，在中共闽浙赣省委和省军区帮助下，将陆续会合的各部军队组建为挺进师，粟裕任师长、刘英任政委:67。挺进师组建完成后，粟裕率部南下浙西南，开始了浙南三年游击战争。三年中，粟裕率部进行了多起艰苦战斗，建立了中共浙西南游击根据地。1937年，抗日战争爆发后，南方八省游击队改编为新四军。同年9月，浙西南红军与国民政府谈判达成协议，部队改编为“国民革命军浙闽边抗日游击总队”:96。次年，开赴皖南，加入新四军战斗序列。部队整编为新四军第二支队第四团第三营，粟裕担任新四军第二支队副司令员，随军部开赴苏北参加抗战:154-155。
1973年12月，朱德在回答军事科学院关于红军北上抗日先遣队的真实战略意图提问时说：“是准备退却，派先遣队去做个引子，不是要北上，而是要南下（指中央红军主力从中央苏区西南部转移）。”:104从红军北上抗日先遣队战略行动的实际效果来看，无论是政治意图还是军事意图，应该说都没有完全达到预定战略目的。1935年2月13日，中共中央在《关于坚持游击战争给中央分局的指示》中，就强调指出“依野战军及红十军的经验，如你们大部队远出，是没有胜利保障的”:253-254。
红十军团的失败，暴露出其战术上的弱点。粟裕总结出失败的四点原因：战略意图要求过高，没有实现的客观基础；未能及时实行由正规战向游击战、由正规军向游击队的军事战略转变；在作战指导上实行绝对集中的指挥；左倾宗派主义的干部政策:104-109。红七军团、红十军团机械执行中革军委、中央军区不切实际的指示，不能实施灵活机动的战术。在干部配备上，红七军团时期，领导权由毫无军事斗争经验的乐少华和曾洪易掌握，具有丰富临阵经验的寻淮洲并未取得实际指挥权。红十军团的军团长刘畴西资历很深，但他“是一个军事学者，能说不能做，决心更是很少”:232-233，“作战指挥上表现优柔寡断，也缺乏在白区同敌人机动作战的经验”:109。

## 作战序列

### 中国工农红军
- 中国工农红军第十军团[28]
  - 军政委员会：主席方志敏，委员方志敏、刘畴西、乐少华、聂洪钧、刘英
  - 军团部：军团长刘畴西、政治委员乐少华、参谋长粟裕、政治部主任刘英、政治部副主任涂振农
  - 保卫分局局长周群、卫生部部长谭时清、卫生部政治委员张友昆
    - 第十九师：师长寻淮洲、政治委员兼政治部主任聂洪钧、参谋长王如痴（后为师长）
    - 第二十师：师长刘畴西、政治委员乐少华、参谋长乔信明
    - 第二十一师：师长胡天桃

### 国民革命军
- 指挥官：浙江省保安处处长俞济时[1]:234
  - 浙江保安纵队：副指挥蒋志英
    - 第2团
    - 第5团

  - 陆军补充第一旅：旅长王耀武
    - 第1团
    - 第2团
    - 第3团

  - 陆军第四十九师：师长伍诚仁
    - 第289团
    - 第291团
    - 第294团

  - 陆军第七师二十一旅：旅长李文彬
    - 第40团
    - 第41团
    - 第42团1营